# Моренго
Моренго, Моренґо (італ. Morengo) — муніципалітет в Італії, у регіоні Ломбардія,  провінція Бергамо.
Моренго розташоване на відстані близько 470 км на північний захід від Рима, 45 км на схід від Мілана, 19 км на південь від Бергамо.
Населення — 2563 особи (2014).
Щорічний фестиваль відбувається 6 серпня. Покровитель — San Salvatore.

## Демографія
Населення за роками:

Станом на 1 січня 2023 року в муніципалітеті офіційно проживали 203 іноземці з 24 країн, серед них 39 громадян країн Євросоюзу та 7 громадян України.

## Сусідні муніципалітети
- Баріано
- Бриньяно-Джера-д'Адда
- Караваджо
- Колоньо-аль-Серіо
- Мартіненго
- Пагаццано
- Романо-ді-Ломбардія